# قيزلار كوربوسي
قيزلار كوربوسي (بالفارسية: قیزلار کورپوسی) هو جسر تاريخي يعود إلى عصر السلالة الصفوية، ويقع في مقاطعة ملكان.